# Dantumadiel
Dantumadiel (phát âmⓘ) (Tiếng Tây Frisia: Dantumadiel) là một đô thị ở tỉnh Friesland của Hà Lan. Dantumadiel là một đô thị nông nghiệp.

## Các trung tâm dân cư
Dantumadiel có 19.556 dân (1 tháng 1 năm 2006), sống ở 10 thị trấn.
Nguồn: Website Dantumadiel municipality
* bao gồm Veenwoudsterwal (Feanwâldsterwâl)

## Nhân vật sinh ở Dantumadiel
- Piet Jongeling (1909-1985), ký giả, chính trị gia, nhà văn viết sách thiếu nhi
- Theun de Vries (1907-2005), nhà văn
- Tineke Huizinga (1960), nhà chính trị
- Syb van der Ploeg (1966), nhạc sĩ